# АТХ код B02
АТХ код B02 (англ. ATC code B02) « Гемостатические препараты» — раздел система буквенно-цифровых кодов Анатомо-терапевтическо-химической классификации, разработанных Всемирной организацией здравоохранения для классификации лекарств и других медицинских продуктов. Подгруппа B02 является частью группы препаратов B «Препараты, влияющие на кроветворение и кровь».
Коды для применения в ветеринарии (ATCvet коды) могут быть созданы путём добавления буквы Q в передней части человеческого Код ATC: QB02.
Из-за различных национальных особенностей в классификацию АТС могут включаться дополнительные коды, которые отсутствуют в этом списке, который составлен Всемирной организацией здравоохранения.

## B02AИнгибиторыфибринолиза

### B02AAАминокислоты
B02AA01 Аминокапроновая кислота
B02AA02 Транексамовая кислота
B02AA03 Аминометилбензойная кислота

### B02ABИнгибиторыпротеиназ плазмы
B02AB01 Апротинин
B02AB02 Alfa1 antitrypsin
B02AB04 Camostat

## B02BВитамин Kи другие гемостатические препараты

### B02BAВитамин K
B02BA01 Phytomenadione
B02BA02 Менадион

### B02BBФибриноген
B02BB01 Human fibrinogen

### B02BC Гемостатические препараты для местного применения
B02BC01 Absorbable gelatin sponge
B02BC02 Oxidized cellulose
B02BC03 Tetragalacturonic acid hydroxymethylester
B02BC05 Adrenalone
B02BC06 Тромбин
B02BC07 Collagen
B02BC08 Calcium alginate
B02BC09 Epinephrine
B02BC30 Combinations

### B02BDФакторы свёртывания крови
B02BD01 Факторы свертывания крови IX, II, VII и X в комбинации (Prothrombin complex concentrate)
B02BD02 Фактор свёртывания крови VIII
B02BD03 Factor VIII inhibitor bypassing activity
B02BD04 Фактор свёртывания крови IX
B02BD05 Фактор свёртывания крови VII
B02BD06 Фактор свертывания крови Виллебранда и VIII в комбинации
B02BD07 Coagulation factor XIII
B02BD08 Eptacog alfa (activated)
B02BD09 Nonacog alfa
B02BD10 von Willebrand factor
B02BD11 Catridecacog
B02BD12 Trenonacog alfa
B02BD13 Coagulation factor X
B02BD14 Susoctocog alfa
B02BD30 Тромбин

### B02BX Другие системные гемостатические препараты
B02BX01 Этамзилат
B02BX02 Carbazochrome
B02BX03 Batroxobin
B02BX04 Romiplostim
B02BX05 Eltrombopag